# Tesla Model X
Le Model X est un SUV familial électrique haut de gamme produit par le constructeur automobile américain Tesla. Présenté au public en 2012 au salon de Genève, il est commercialisé aux États-Unis depuis septembre 2015 et dans certains pays d'Europe depuis 2016.
Le véhicule est développé sur la même plateforme que la berline Model S et est fabriqué dans la même usine à Fremont, en Californie. Elle peut accueillir jusqu'à sept personnes, sur trois rangées de sièges.
Bénéficiant d'une autonomie supérieure à 620 km, c'est actuellement le SUV électrique de série le plus puissant et avec la plus grande autonomie. Outre la recharge à domicile et sur bornes ordinaires, le Model X bénéficie de bornes de recharges ultra-rapides appelées Superchargeurs. Ces bornes spécifiques à Tesla, sont déployées par la firme elle-même en Amérique du Nord, en Europe et en Asie. Elles permettent de récupérer jusqu'à 282 km en 15 minutes sur le Model X.
Au niveau de la sécurité, en Europe, le Model X a obtenu une notation Euro NCAP 2019 avec 5 étoiles : 98 % pour la protection des adultes, 81 % pour la protection des enfants, 72 % pour la protection des piétons et 94 % pour l'aide à la sécurité.

## Développement et commercialisation
Son prototype a été dévoilé en février 2012 aux studios de Los Angeles et présenté en mars 2012 au salon international de l'automobile de Genève. En mars 2013, à la suite de difficultés financières et afin de se concentrer sur la production de sa berline Model S, Tesla repousse d'un an la commercialisation du Model X, initialement prévue pour la fin 2013.
La présentation de la version définitive et les premières livraisons ont finalement lieu en septembre 2015, après deux ans de retard. Les délais de livraison des nouvelles commandes sont alors supérieurs à huit mois, compte tenu des 20 000 réservations enregistrées.
En France, la première livraison a lieu en septembre 2016.

## Équipement et habitabilité

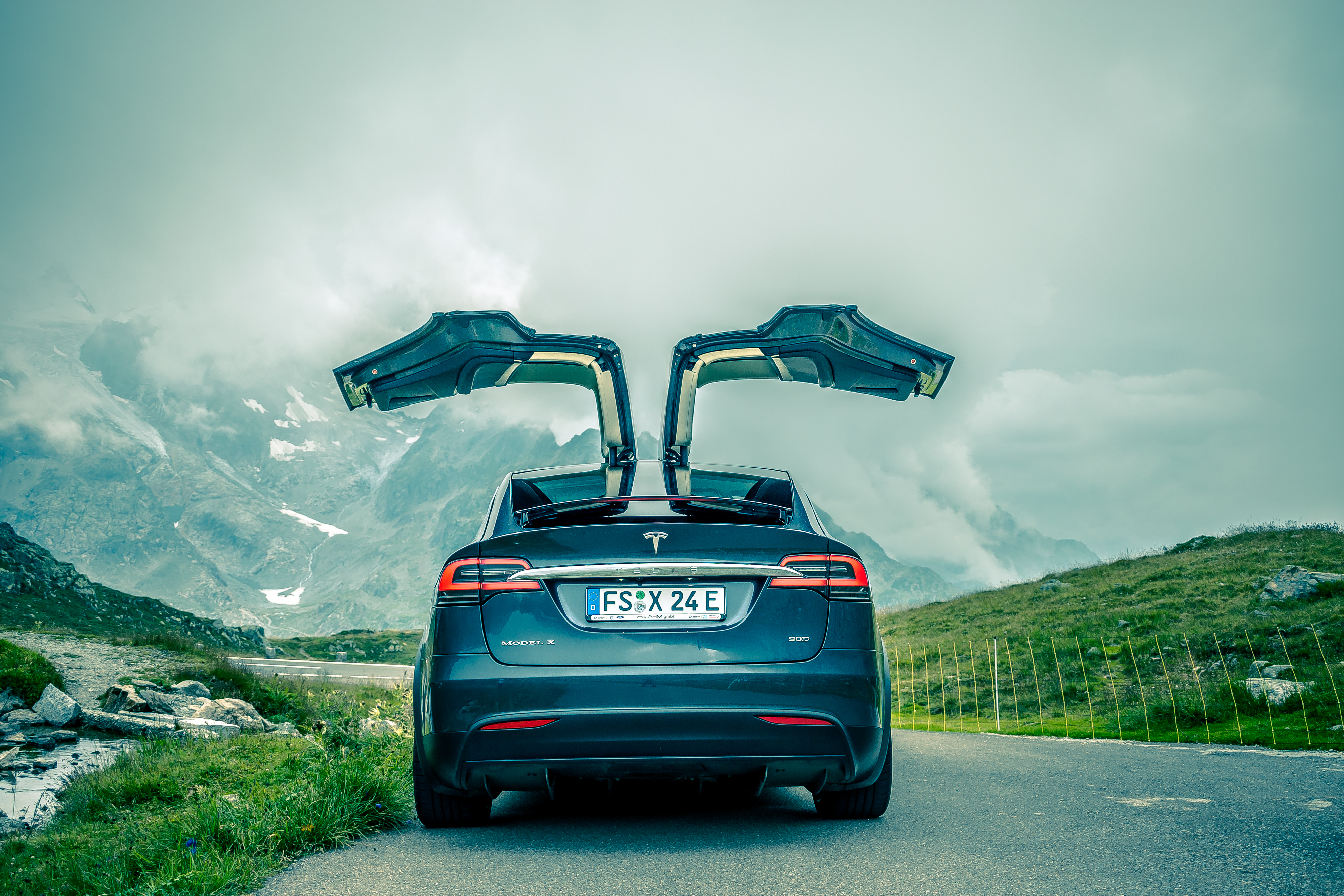
Vue avec portes arrière ouvertes.

L'une des particularités du Model X est ses portes arrière papillon (falcon-wing, en anglais) : ces portières articulées s'ouvrent verticalement grâce à une motorisation électrique et se déploient selon un arc optimisé en fonction de l'espace disponible. Cela permet d'après le constructeur d'accéder plus facilement aux places arrière qu'avec des portières traditionnelles, et de demander 30 cm d'espace latéral pour s'ouvrir. Des capteurs à ultrasons détectent les éventuels obstacles pour limiter l'ouverture. Il y a tout de même une ouverture manuelle prévue derrière la grille du haut-parleur au cas où les portes ne répondent plus.
Le pare-brise, dont la partie haute est doté d'une protection solaire, est très étendu et permet une vision panoramique du ciel. La voiture est en outre dotée d'un purificateur d'air permettant d'éliminer pollen, bactéries et virus.
Un mode « Bio-weapon Defense » est disponible, lequel permettrait, selon le P.-D.G. de Tesla, de se protéger d'une attaque biologique.

## Spécifications et autonomie
Les deux tableaux ci-dessous présentent les caractéristiques techniques de chaque modèle de la gamme du Tesla Model X.
Le coefficient de traînée du véhicule est de 0,24, un record pour un SUV, ce qui contribue à l'autonomie.
Tous les Model X produits depuis sa sortie sont équipés pour accéder aux Superchargeurs.
Pour l'autonomie, trois estimations différentes sont données. En effet, elles résultent de différents tests ou calculs :
- Autonomie NEDC : nouveau cycle européen de conduite, ce test de consommation est très optimiste et non représentatif d'une utilisation normale sur route. Il revient à faire rouler la voiture à environ 70 km/h dans des conditions normales.
- Autonomie WLTP : essai de consommation mis en place en Europe depuis septembre 2018. Il revient à faire rouler la voiture à environ 80 km/h dans des conditions normales.
- Autonomie EPA : essai de consommation mis en place aux États-Unis par l'agence pour l'environnement. Il revient à faire rouler la voiture à environ 90 km/h dans les conditions de circulation les plus fréquentes aux États-Unis.
- Autonomie Autoroute : estimation de l'autonomie en roulant sur voies rapides dans des conditions réalistes avec une famille à bord du véhicule.

### Modèles phase 1 - Abandonnés
Tous les modèles de la phase 1 bénéficient de l'accès aux Superchargers.
|                     | Tr. Intégrale (60D)       | Tr. Intégrale (70D)     | Tr. Intégrale (75D)     | Tr. Intégrale (90D)    | Ludicrous (P90D)       | Tr. Intégrale (P90D)       | Tr. Intégrale (100D)   | Ludicrous (P100D)   | Grande Autonomie Tr. Intégrale | Performance Tr. Intégrale |
| ------------------- | ------------------------- | ----------------------- | ----------------------- | ---------------------- | ---------------------- | -------------------------- | ---------------------- | ------------------- | ------------------------------ | ------------------------- |
| Autonomie NEDC      | 355 km                    |                         | 417 km                  | 489 km                 | 467 km                 | 467 km                     | 565 km                 | 542 km              | 507 km (WLTP)                  | 487 km (WLTP)             |
| Autonomie EPA       | 322 km                    | 354 km                  | 381 km                  | 414 km                 | 402 km                 | 402 km                     | 475 km                 | 465 km              | 525 km                         | 490 km                    |
| Autonomie Autoroute | 230 km                    | 250 km                  | 270 km                  | 320 km                 | 300 km                 | 300 km                     | 360 km                 | 340 km              | 390 km                         | 370 km                    |
| Masse               | 2 300 kg                  | 2 250 kg                | 2 300 kg                | 2 390 kg               | 2 440 kg               | 2 440 kg                   | 2 460 kg               | 2 510 kg            | 2466 kg                        | 2494 kg                   |
| Puissance max.      | 332 ch                    | 332 ch                  | 332 ch                  | 422 ch                 | 539 ch                 | 469 ch                     | 422 ch                 | 598 ch              | 422 ch                         | 598 ch                    |
| Couple max.         | 525                       | 490                     | 525                     | 660                    | 967                    | 967                        | 660                    | 1 074               | NC                             | NC                        |
| 0–100 km/h          | 6,2 s                     | 6,2 s                   | 6,2 s                   | 5,0 s                  | 3,4 s                  | 3,9 s                      | 4,9 s                  | 3,1 s               | 4,6 s                          | 2,9 s                     |
| Vitesse maximale    | 210 km/h                  | 210 km/h                | 210 km/h                | 250 km/h               | 250 km/h               | 250 km/h                   | 250 km/h               | 250 km/h            | 250 km/h                       | 261 km/h                  |
| Disponibilité       | juillet 2016 octobre 2016 | octobre 2015 avril 2016 | avril 2016 janvier 2019 | octobre 2015 juin 2017 | octobre 2015 août 2016 | octobre 2015 décembre 2016 | janvier 2017avril 2019 | août 2016avril 2019 | avril 2019janvier 2021         | avril 2019janvier 2021    |

### Modèles en production
Tous les modèles actuellement en production bénéficient de l'accès aux Superchargers jusqu'à une puissance de 250 kW.

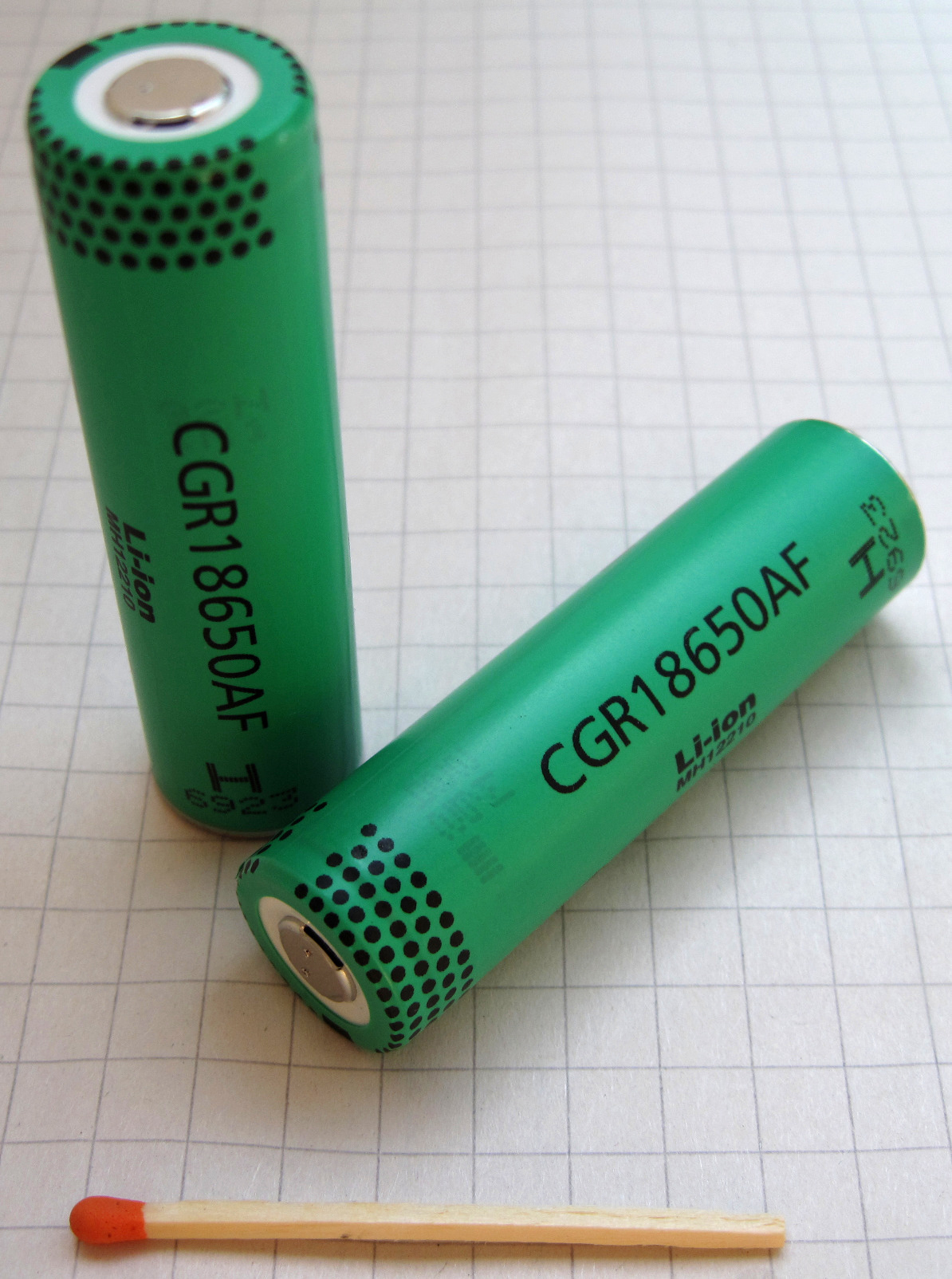
Cellules Li-Ion type 18650.

|                     | Grande Autonomie Tr. Intégrale | Plaid Tri-Motor |
| ------------------- | ------------------------------ | --------------- |
| Autonomie WLTP      | 625 km                         | 585 km          |
| Autonomie EPA       | 560 km                         | 536 km          |
| Autonomie Autoroute | 420 km                         | 400 km          |
| Hardware            | HW 4.0                         | HW 4.0          |
| Masse               | 2 352 kg                       | 2 455 kg        |
| Puissance maximale  | 670 ch                         | 1020 ch         |
| Couple maximal      | NC                             | NC              |
| 0–100 km/h          | 3,9 s                          | 2,6 s           |
| Vitesse maximale    | 250 km/h                       | 261 km/h        |
| Disponibilité       | octobre 2021                   | novembre 2021   |

## Batterie
Les batteries du Tesla Model X sont composées de milliers de cellules lithium-ion de type 18650 fournies par Panasonic depuis le début de sa commercialisation. La batterie se trouve dans le plancher, cela permet d'économiser de l'espace intérieur et d'augmenter le volume du coffre. Pour protéger sa batterie, le Model X possède une plaque de blindage en aluminium de 6 mm d'épaisseur.
Les cellules pèsent entre 47 et 49 grammes et ont toutes une tension nominale de 3,6 V.
La composition du pack batterie du Model X diffère selon la capacité et a évolué au fil des avancées sur les cellules de batteries. Ainsi, plusieurs évolutions sont notables :
- En 2015, amélioration des cellules : le passage de batterie de 70 à 75 kWh, s'explique par une modification de la chimie des cellules qui permet une augmentation de la capacité qui passe de 3,2 à environ 3,3 Ah. Cela est dû à l'introduction de silicium dans le graphite de l'anode de la cellule.
- En 2016, amélioration des modules : le passage de batterie de 90 à 100 kWh s'explique entre autres par une modification du rangement des cellules dans les modules. Le système de refroidissement a été entièrement revu pour réduire ses besoins en place et donc intégrer plus de cellules dans chaque module.
- En 2021, amélioration de la structure du pack : le Model X restylée intègre un pack batterie totalement revu. Bien que celui-ci conserve la même capacité, sa masse est réduite de 14%. En effet, celui-ci passe de 16 à 5 modules, le système de refroidissement est de nouveau amélioré, et le nombre de cellules est revu à la baisse. Elles sont désormais coulées dans de la résine comme pour la Model 3.

Les capacités en kWh sont données à titre indicatif pour des batteries neuves, elles ont été constatées par les possesseurs des modèles en question. Ces capacités varient selon la température du pack, l'équilibrage des cellules et principalement l'usure de celles-ci.
|                                    | Modèles en production | | Modèles abandonnées | Modèles abandonnées | Modèles abandonnées | Modèles abandonnées |
|                                    | Grande Batterie | 70 kWh | 75 kWh | 90 kWh | 100 kWh |                     |
| Capacité utilisable (avec réserve) | 98 kWh | 71,5 kWh | 73,9 kWh | 84,5 kWh | 98 kWh |                     |
| Capacité utilisable (0 à 100%)     | 93 kWh | 69 kWh | 71,3 kWh | 80,5 kWh | 93 kWh |                     |
| Composition du pack batterie       | 5 modules branchés en série, Chaque module contient 22 blocs branchés en série, Chaque bloc contient 72 cellules branchées en parallèle | 14 modules branchés en série, Chaque module contient 6 blocs branchés en série, Chaque bloc contient 74 cellules branchées en dérivation | 14 modules branchés en série, Chaque module contient 6 blocs branchés en série, Chaque bloc contient 74 cellules branchées en dérivation | 16 modules branchés en série, Chaque module contient 6 blocs branchés en série, Chaque bloc contient 74 cellules branchées en dérivation | 16 modules branchés en série, Chaque module contient 6 blocs branchés en série, Chaque bloc contient 86 cellules branchées en dérivation |                     |
| Nombre total de cellules           | 7 920 cellules | 6 216 cellules | 6 216 cellules | 7 104 cellules | 8 256 cellules |                     |
| Poids indicatif                    | ~ 540 kg | ~ 520 kg | ~ 530 kg | ~ 580 kg | ~ 625 kg |                     |
| Tension de fonctionnement          | Chaque cellule a une tension nominale de 3,6 V, soit 5 x 22 x 3,6 = 396 V                                                               | Chaque cellule a une tension nominale de 3,6 V, soit 6 x 14 x 3,6 = 302 V                                                                | Chaque cellule a une tension nominale de 3,6 V, soit 6 x 14 x 3,6 = 302 V                                                                | Chaque cellule a une tension nominale de 3,6 V, soit 6 x 16 x 3,6 = 346 V                                                                | Chaque cellule a une tension nominale de 3,6 V, soit 6 x 16 x 3,6 = 346 V                                                                |                     |
| Caractéristique de Supercharge     | De 0 à 100 %, la tension passe de 400 à 460 V, l'intensité passe de 600 à 20 A                                                          | De 0 à 100 %, la tension passe de 305 à 355 V, l'intensité passe de 370 à 25 A                                                           | De 0 à 100 %, la tension passe de 305 à 355 V, l'intensité passe de 370 à 25 A                                                           | De 0 à 100 %, la tension passe de 350 à 400 V, l'intensité passe de 330 à 20 A                                                           | De 0 à 100 %, la tension passe de 350 à 400 V, l'intensité passe de 330 à 20 A                                                           |                     |

## Recharge

### Recharge standard - Courant alternatif
Le Model X dispose d'un chargeur embarqué dont la puissance a variée au fil des versions. D'abord proposé en 11 kW ou en 22 kW avec l'option double chargeur, la puissance du chargeur est ensuite passée à 16,5 kW pour enfin revenir à 11 kW sur les dernières séries.
Quoi qu'il en soit, ce chargeur permet au Model X de se recharger sur n'importe quelles prises ou bornes de recharges recharges publiques délivrant du courant alternatif. La puissance réellement obtenue dépendra de la prise, du câble et du chargeur embarqué de la voiture.

#### Recharge à domicile
À domicile, le Model X se recharge grâce à différents adaptateurs fournis par Tesla :
- adaptateur pour prise de courant standard en 230 V et 13 A, soit 3 kW.
- adaptateur pour prise camping bleue en 230 V et 16 A, soit 3,7 kW.
- adaptateur pour prise camping bleue en 230 V et 32 A, soit 7,4 kW.
- adaptateur pour prise triphasée rouge en 400 V et 16 A, soit 11 kW.

Il est également possible d'installer une borne de recharge Tesla, appelée Wall Connector, qui comportent un câble directement attaché. Il peut délivrer jusqu'à 22 kW en triphasé 400 V et 32 A.

#### Bornes de recharges publiques
Sur les bornes de recharges publiques, la voiture acceptera la puissance délivrée par la borne dans la limite de la puissance de son chargeur embarqué. Il faudra cependant veiller à avoir un câble compatible avec la prise de la borne. La norme européenne est en effet la prise type 2 mais certaines bornes utilisent encore une prise type 3. Il faudra donc tantôt un câble type 3 → type 2, tantôt un câble type 2 → type 2. Certaines bornes disposent également d'un câble type 2 directement attachée, simplifiant le processus.

### Recharge rapide - courant continu

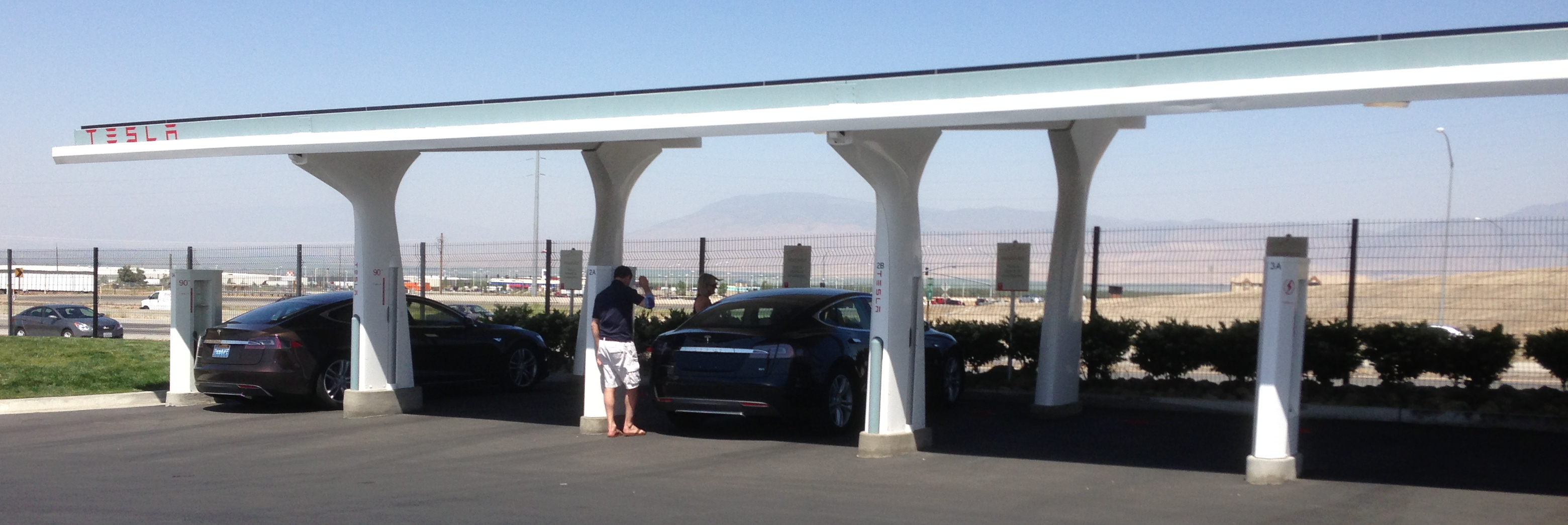

Le Model X a la capacité de se recharger directement en courant continu sur les bornes publiques ou sur le réseau de bornes spécifiques de Tesla appelées "Supercharger".

#### Bornes publiques CHAdeMO
Le standard CHAdeMO est un standard de charge rapide japonais fortement déployé par Nissan en Europe et aux États-Unis durant les débuts de la Leaf. Ce connecteur délivre du courant continu à une intensité maximale de 125 A pour une tension maximale de 400 V. Tesla propose donc un adaptateur CHAdeMO → type 2 pour permettre de recharger le Model X à une puissance variant entre 35 et 45 kW. Cet adaptateur devient cependant de plus en plus obsolète alors que l'Union européenne et les Etats-Unis ont tous deux adoptés le standard CCS comme norme.

#### Bornes publiques CCS
La puissance du standard CHAdeMO devenant faible face à la capacité des batteries et le standard CCS s'étant imposé comme norme en Europe, Tesla propose depuis 2020 en adaptateur CCS → type 2 permettant au Model X de se recharger sur toutes les nouvelles bornes haute puissance installées le long des grands axes routiers. Bien que la plupart des bornes délivrent jusqu'à 175 ou 350 kW, l'adaptateur ne supporte qu'une puissance ne dépassant pas les 130 kW. Cet adaptateur est également utile sur les 3ème version des Tesla "Superchargers", en effet ceux-ci ne sont maintenant équipés que du connecteur CCS.

#### Superchargeurs
En 2013, Tesla a commencé le déploiement de son propre réseau de recharge rapide, les Tesla Superchargeurs.
Ces bornes délivrent jusqu'à 145 kW dans leur 2ème version et 250 kW dans leur 3ème version. Elles permettaient de récupérer 50% de charge en 20 min et 80% de charge en 40 min sur les premiers Model X. Au fil des améliorations, le temps de charge a été réduit pour permettre de récupérer plus de 280 km en moins de 15 minutes sur le dernier Model X par exemple.
Les Model X livrées jusqu'en mars 2017 bénéficiaient de la recharge gratuite à vie sur les Superchargers. La facturation a ensuite évolué vers un crédit annuel de 400 kWh/an, les charges suivantes étant facturées au kWh. Depuis 2019, la facturation au kWh est systématique sauf si le propriétaire bénéficie de parrainages lui octroyant des km de recharge gratuits.
Le réseau est en plein déploiement et son évolution est consultable sur le site officiel. Fin 2020, ce sont près de 20 000 connecteurs de recharge qui sont déployés dans plus de 2 000 stations dans le monde.
Des "corridors énergétiques" permettent aujourd'hui aux conducteurs de Model X de traverser les continents, du Mexique au Canada, de la Norvège à l'Espagne et à travers toute la Chine.

## Galerie

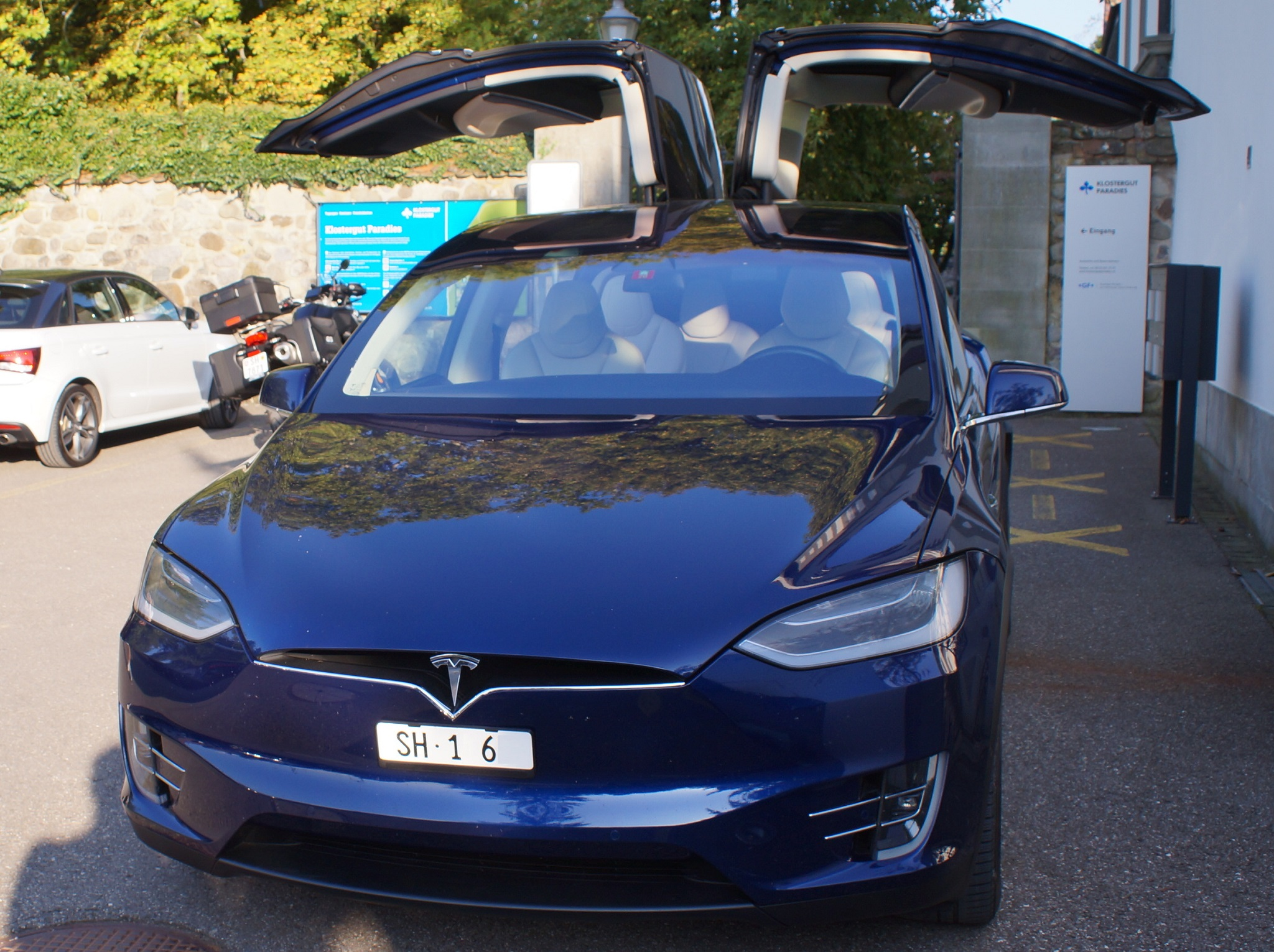
Vue avec les portes Falcon wings ouvertes.
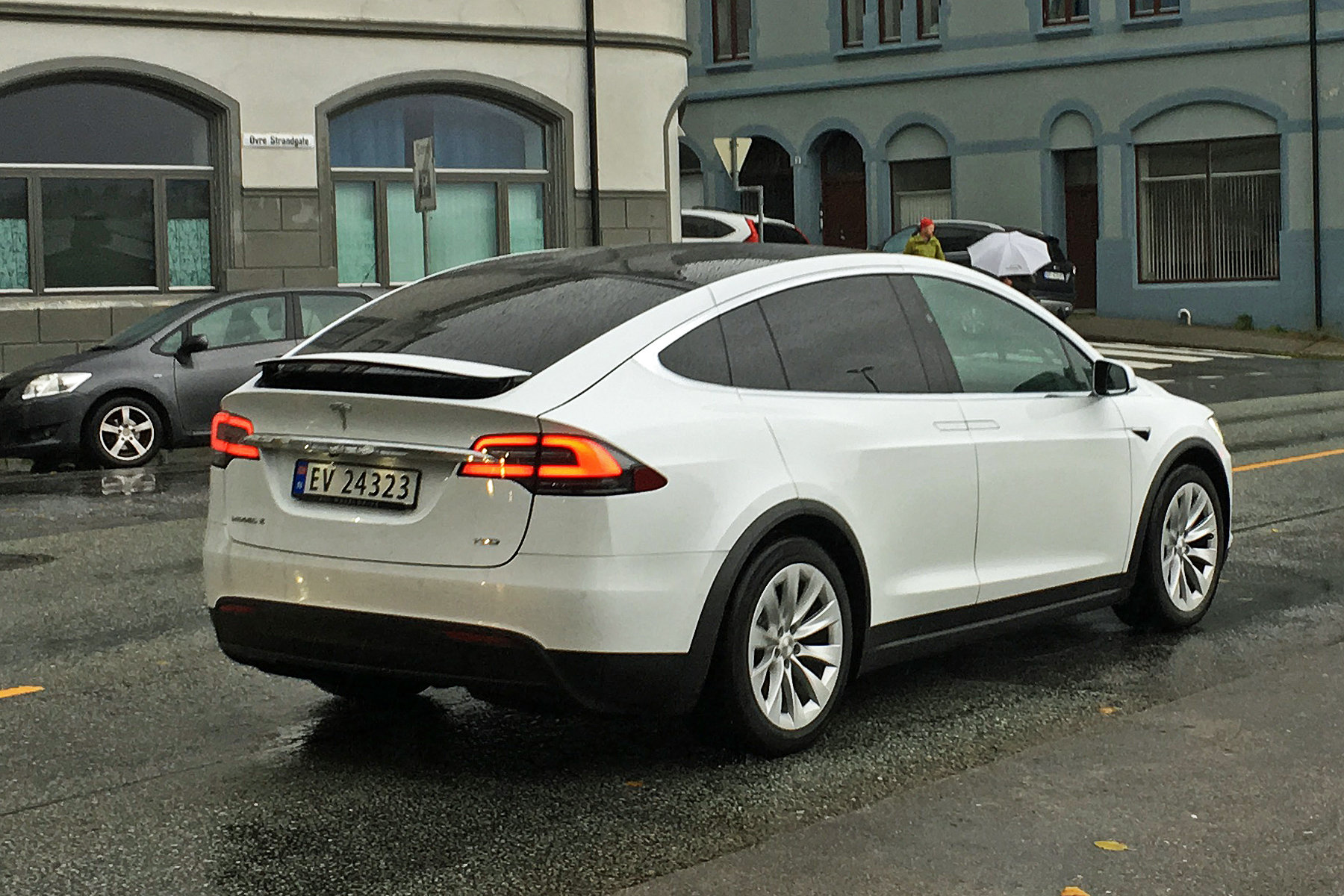
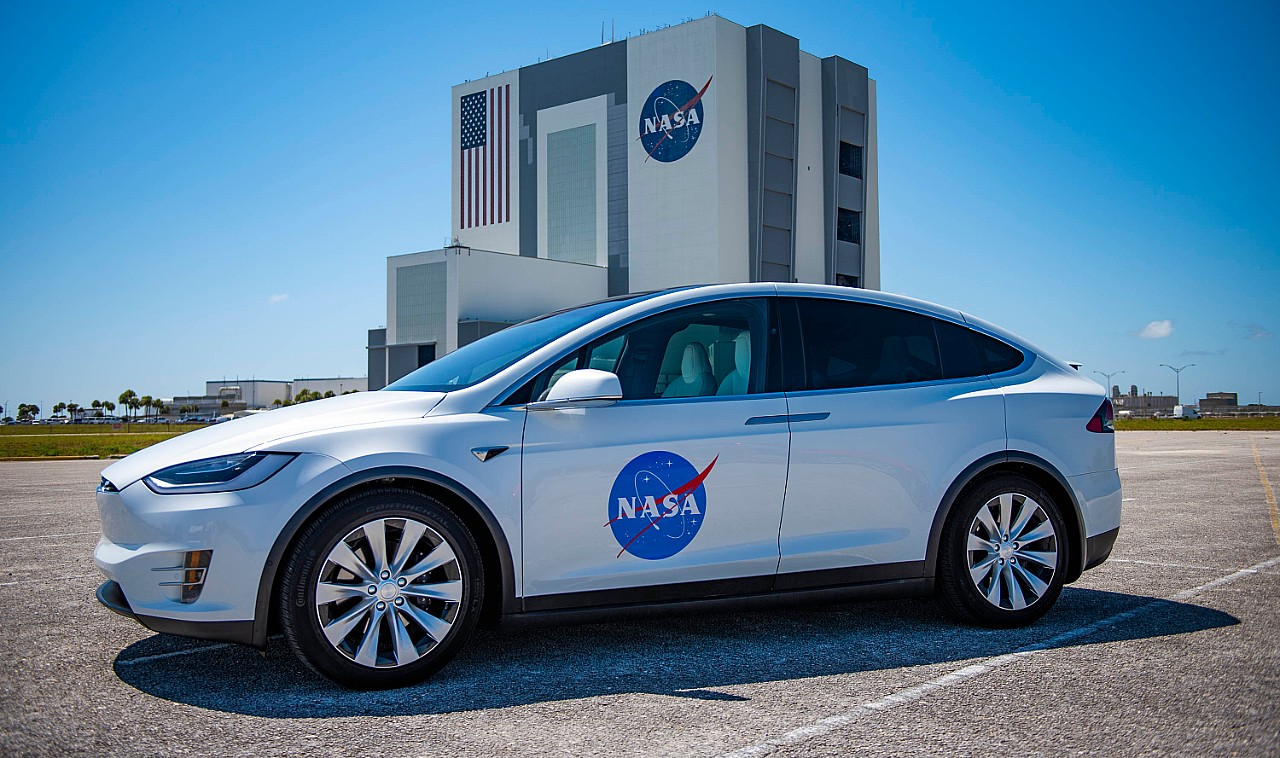